# Oliveres (Amer)
Oliveres és un mas al terme d'Amer (la Selva) catalogat a l'Inventari del Patrimoni Arquitectònic de Catalunya. La casa, datada del segle xvi i reformada durant els segles posteriors, conserva a gran trets, la seva forma i fisonomia original. Entre les reformes que ha patit la masia original hi ha el badiu tapat, les finestres tapades i el paller i la terrassa del vessant oest, del segle xix. Els elements més interessants de la casa són les finestres tapades del segle XVI-XVII. Estilísticament, els motius decoratius, geomètrics i antropomòrfics, es poden relacionar amb l'obra de talla de finestres de Can Cuc, a Anglès, entre d'altres masies i treballs en pedra detectats a la comarca de la Selva.

## Arquitectura
Edifici aïllat de tres plantes i coberta de doble vessant a façana situada al veïnat de la Jonquera, a uns 500 m. de la carretera que mena a les Planes d'Hostoles. El mas està format per la casa original, el paller, l'antiga era de batre gra, dependències de treball, magatzem i estabulació pel bestiar. La façana està arrebossada, a excepció dels emmarcaments d'algunes obertures i de les cadenes cantoneres, encara que en moltes parts ha saltat l'arrebossat.
La façana principal és al vessant sud. La planta baixa té una obertura emmarcada de pedra i llinda de fusta. La porta principal té l'accés per una rampa i una escala, i està situada al primer pis, degut al desnivell que suporta la casa. És un portal adovellat, amb forma d'arc de mig punt de pedra sorrenca ben escairada. Sobre la porta hi ha, al segon pis, una finestra de pedra sorrenca motllurada a l'ampit, brancals i llinda. Aquesta llinda està retallada lleugerament en forma d'arc conopial.
A la part dreta del portal d'entrada hi ha dues finestres. Una és d'estil gòtic tardà i renaixentista, amb forma d'arc conopial polilobulat (en manca una part) amb guardapols i decoració de traceries i geometries a la part de la llinda. Els brancals són decorats amb columnetes adossades i les impostes, encara que només en resta una, tenen baixos relleus amb decoració antropomorfa, concretament un cap deteriorat amb dues mans i un cap femení. L'altra finestra té forma d'arc fistonat còncau. També té un guardapols, decoració floral a les impostes i l'ampit motllurat i emergent. No és tant gran com l'anterior però està més ben conservada. Aquesta finestra, com el badiu cantoner del segon pis, estan tapades amb maçoneria de pedres petites i irregulars.
A la façana occidental hi ha una terrassa i un cobert amb tres arcades rebaixades de rajola i barana també de rajola. La porta d'accés a la terrassa està emmarcada de pedra sorrenca i és una obertura de permòdols motllurada. A la part posterior de la casa, el costat nord, hi ha un adossat que allarga la casa original.
A la teulada hi ha una xemeneia de planta rectangular i dos nivells de pedra, rajola i teula molt interessant.
El paller, situat a ponent, és un edifici de dues plantes i coberta de doble vessant a laterals, datat per una pedra gravada a un lateral de la façana al 1869. Té una cornisa emergent sostinguda per un escaire de fusta.